# Ferran II del Sacre Imperi Romanogermànic
Ferran II d'Habsburg (Graz 1578 - Viena 1637) fou emperador del Sacre Imperi Romanogermànic, arxiduc austríac, duc d'Àustria Interior (Estíria, Caríntia, Carniola, Gorízia), rei d'Hongria i rei de Bohèmia.
Nascut a la ciutat de Graz, capital històrica del Ducat d'Estíria, el dia 9 de juliol de 1578, essent fill de l'arxiduc Carles II d'Àustria (1540-1590), duc d'Àustria Interior, i de la princesa Maria Anna de Baviera (1551-1608). Net per via paterna de l'emperador Ferran I, emperador romanogermànic i de la princesa Anna d'Hongria i per via materna del duc Albert V de Baviera i de l'arxiduquessa Anna d'Àustria. Va ser educat pels jesuïtes i més tard va estudiar a la Universitat d'Ingolstadt.
El 1590 va morir el seu pare i el va succeir a l'Àustria Interior. El 1593 el seu cosí Maximilià III d'Habsburg d'Àustria Anterior i Tirol, va assolir la regència fins al 1595; en aquest any Ferran II va acabar els seus estudis i va accedir a les seves terres hereditàries; va fer un pelegrinatge a Loreto i Roma. Poc després, va començar a suprimir tota mostra de fe no catòlica als seus territoris.
Amb el tractat d'Oñate, Ferran va obtenir el suport des Habsburg espanyols en la successió del seu cosí Maties I, que no tenia fills, a canvi de la cessió de Finale Ligure i del Principat de Piombino, ja ocupats per Espanya, i de la cessió dels drets austríacs a Ortenau i Alsàcia. En 1617, va ser escollit rei de Bohèmia per la dieta de Bohèmia, el 1618 rei d'Hongria pels estaments hongaresos, i el 1619, emperador del Sacre Imperi succeint a Maties I. L'herència d'aquest va correspondre al seu germà Albert VII d'Àustria, el qual va abdicar a favor de Ferran als pocs mesos; l'herència consistia en els dominis propis de la branca, és a dir l'Àustria pròpia (Baixa Àustria), i els heretats o sigui Àustria Anterior i Tirol (Alta Àustria), reunificant així el patrimoni, ja que per si mateix tenia l'Àustria Interior.
El seu devot catolicisme va causar confusió immediata entre els seus súbdits no catòlics, sobretot a Bohèmia. Ell no desitjava defensar les llibertats religioses atorgades per la Carta de Majestat concedida i signada per l'anterior emperador, Rodolf II, que havia garantit la llibertat de culte als nobles i als habitants de les ciutats. A més, Ferran era un monarca absolutista i va violar diversos privilegis històrics dels nobles. En vista del nombre relativament gran de protestants en el regne, incloent alguns dels nobles, la impopularitat del rei aviat va provocar la revolta de Bohèmia. La defenestració de Praga de 22 de maig de 1618 és considerada el primer pas de la Guerra dels Trenta Anys.
En els següents esdeveniments va romandre un dels més ferms partidaris de la contrareforma antiprotestant i un dels caps de la lliga alemanya catòlica. Ferran va aconseguir succeir a Maties com a emperador del Sacre Imperi el 1619. Amb la Guerra dels Vuitanta Anys suspesa amb la Treva dels Dotze Anys, els Terços de Ambrosi Spinola envaïren el Baix Palatinat des de Flandes, mentre els imperials obrien fronts a Lusàcia i al sud de Bohèmia intentant obrir-se camí cap a Praga.
, el novembre de 1620, les tropes imperials , que va fugir davant l'atac enemic. Els nobles txecs van perdre els seus privilegis polítics i part de les seves possessions i van sofrir una dura repressió, ja que calvinistes i luterans foren obligats a abjurar de la seva fe o exiliar-se i els territoris de la Corona de Bohèmia van passar als Habsburg, i Espanya va obtenir una part del Palatinat i ocupà la Valtellina, al Camí dels espanyols entre les possessions italianes i els territoris d'Àustria, a través de Suïssa.

Amb el suport de la Lliga Catòlica i dels Reis d'Espanya i de la Confederació de Polònia i Lituània, Ferran va decidir recuperar la possessió de Bohèmia i aplanar als rebels. El 8 de novembre de 1620 a les seves tropes, dirigides pel general brabançó Joan t'Serclaes de Tilly, va obtenir una ràpida victòria en la batalla de la Muntanya Blanca sobre l'exèrcit de l'elector palatí Frederic V que havia estat elegit rei rival el 1618. Després de la fugida de Frederic cap als Països Baixos, Ferran va ordenar un massiu esforç per aconseguir la conversió al catolicisme de Bohèmia i Àustria, de manera que el protestantisme hi va gairebé desaparèixer en les següents dècades, i va reduir també el poder de la Dieta. El 1623 va decidir repartir els dominis Habsburg d'Àustria i va concedir l'Alta Àustria (Tirol i Àustria Anterior) al seu germà Leopold V d'Habsburg (+1632), que va formar una línia que es va extingir amb el segon dels seus fills el 1665.
En 1625, tot i les subvencions rebudes d'Espanya i el Papa, Ferran estava en una mala situació financera. Per tal de reunir un exèrcit imperial per continuar la guerra, es va dirigir a Albert de Wallenstein, un dels homes més rics de Bohèmia: aquest últim va acceptar amb la condició que tindria el control total sobre la direcció de la guerra, així com sobre el botí fet durant les operacions. Wallenstein va ser capaç de reclutar uns 30.000 homes (posteriorment ampliat fins a 100.000), amb el que va poder derrotar els protestants de Silèsia, Anhalt i Dinamarca. Els imperials no van marxar d'aquesta zona fins que es va signar el Tractat de Lübeck de 1629. Al Cristià IV li va costar recuperar les seves possessions, ja que va haver de pagar un gran impost de guerra. Aquesta multa suposà l'endeutament del país, a més de la pèrdua de prestigi de Dinamarca en la seva intenció de dominar el mar Bàltic. Firmat el Tractat de Lübeck, l'emperador disposava de tropes per ajudar al seu cosí a la Guerra dels Vuitanta Anys i va proporcionar un exèrcit liderat per Ernesto Montecuccoli, i els exèrcits reial i imperial van creuar l'IJssel, però sense aixecar el setge de 's-Hertogenbosch que havien iniciat els republicans, i després de la sobtada captura de Wesel els exèrcits reial i imperial es van retirar.
Arran dels aclaparadors èxits militars catòlics, el 1629 Ferran va promulgar l'Edicte de Restitució, pel qual totes les terres arrabassades als catòlics després de la pau de Passau de 1552, serien retornats. L'aliança entre els Habsburg alemanys i els Habsburg hispànics va provocar l'aliança de tots els seus potencials enemics i rivals a Europa Gustau II Adolf de Suècia, Cristià IV de Dinamarca, les Províncies Unides i sobretot Lluís XIII de França. El rei de Dinamarca s'avançà al rei Suècia per temor que aquest dominés el mar Bàltic després de la guerra, però Ferran va aconseguir frenar-lo amb l'exèrcit d'Albrecht von Wallenstein. Mentre l'emperador Ferran estava ocupat amb la invasió danesa, les Províncies Unides van passar a l'ofensiva gràcies al suport financer de França i del tractat de Southampton de 1625, que va fer entrar al Regne Unit en guerra amb Espanya, i com que Espanya no va poder fer front a les seves obligacions de pagament, va fer fallida. Després de la victòria a la batalla de Lutter de 1626 els catòlics acabaran per entrar en el Regne de Dinamarca i s'apoderaran dels regnes independents de Mecklenburg, Pomerània i Jutlàndia. Els imperials no van marxar d'aquesta zona fins que no se signà el Tractat de Lübeck de 1629 a canvi d'un gran impost de guerra. L'emperador dugué a terme una violenta recatolització i l'Edicte de Restitució de 1629 suposà una dura repressió a la població protestant i la devolució a l'Església de tots els territoris que havien passat a poder dels protestants amb l'edicte de Nassau de 1552. Aquest edicte posà en peu de guerra els principats alemanys més importants.
A més, alguns dels aliats catòlics de Ferran va començar a queixar-se de l'excessiu poder adquirit per Wallenstein, així com del mètode implacable que va utilitzar per finançar el seu enorme exèrcit. Ferran va respondre acomiadant al general de Bohèmia el 1630. La direcció de la guerra a partir de llavors va ser assignat a Tilly, que fou incapaç d'aturar la marxa del suec des del nord d'Alemanya cap a Àustria. Gustau II Adolf, que acabava de derrotar la Confederació de Polònia i Lituània cobejava Pomerània i no volia que el poder catòlic s'instal·lés al nord d'Alemanya, i el 1631 va envair Pomerània i Mecklenburg. Els prínceps alemanys estan molt afectats econòmicament i l'emperador els va demanar més diners per a l'exèrcit, la guerra i el suport a l'Edicte de Restitució, i aconseguí mantenir l'edicte però no diners per l'exèrcit, i el pressupost d'Albrecht von Wallenstein quedà reduït a una quarta part. La intervenció de sueca va fer que l'emperador s'espantés i cregués que havia de rebaixar la tensió. Alguns historiadors culpen directament a Ferran per la gran pèrdua de vides civils en el saqueig de Magdeburg el 1631; havia donat instruccions a Tilly per fer complir el decret de restitució a l'Electorat de Saxònia, i aquesta orde va fer que el general brabançó traslladés les tropes cap a l'est i finalment a Leipzig, on van patir la seva primera derrota substancial en la primera batalla de Breitenfeld (1631).
Gustau Adolf va conquerir gran part del nord i centre d'Alemanya i continuà avançant cap al sud empenyent els imperials i la Lliga Catòlica a Westfàlia, Baviera i Àustria. Entre 1632 i 1635 Baviera queda ocupada pels suecs, que intenten un acostament a Viena però no arriben a assetjar-la mentre la causa imperial està realment molt tocada, sobretot per la guerra als Països Baixos. Tilly va morir el 1632 i Wallenstein fou cridat altre cop, sent capaç de reunir un exèrcit en només una setmana i d'expulsar els suecs de Bohèmia. Els imperials comandats per Wallenstein envairen Saxònia i Gustau II Adolf mor en la batalla de Lützen sent succeït per Cristina de Suècia i va seguir un període d'operacions menors, potser a causa de la conducta ambigua de Wallenstein, que va acabar amb el seu assassinat el 1634, que podria haver estat ordenat pel mateix Ferran.
Malgrat la caiguda de Wallenstein, les forces imperials van reconquerir Ratisbona i van obtenir la victòriaL'emperador aconseguí la victòria en la batalla de Nördlingen el 1634, que serví per pactar condicions més favorables amb els protestants moderats i fer fora els suecs. L'exèrcit suec es va afeblir considerablement, i el temor que el poder dels Habsburg en aquest punt podria arribar a ser aclaparador a l'imperi va provocar que França, dirigida pel rei Lluís XIII i el cardenal Richelieu, entrés a la guerra del costat protestant (el pare de Lluís, Enric IV de França, havia estat un líder hugonot). El 1635 Ferran va signar el seu últim acte important, la pau de Praga (1635), que no obstant això no va acabar amb la guerra però aconseguí un pacte amb la majoria d'estats protestants amb la cessió de Lusàcia a Saxònia, però la guerra continuà a causa de la intervenció en terrenys alemanys d'Espanya, Suècia i França.
Encara que França era un país majoritàriament catòlic, era un rival de l'Imperi i d'Espanya, i entrà en la guerra al costat protestant. El cardenal Richelieu, ministre en cap del rei Lluís XIII de França, trobava que els Habsburg eren massa poderosos, ja que dominaven una sèrie de territoris a l'est de la frontera francesa i tenien influència sobre les Províncies Unides, de tal manera que la seva àrea d'influència rodejava França. Després de ser derrotat per Carles IV de Lorena i Matthias Gallas al Rin, Alsàcia i Lorena, els exèrcits francesos es van mantenir centrats en la defensa, i la seva reconquesta.

## Matrimoni i fills
L'any 1600 es casà a Múnic amb la princesa Maria Anna de Baviera (1574-1616), filla del duc-elector Guillem V de Baviera i de la princesa Renata de Lorena. La parella tingué set fills:
- SAIR l'arxiduquessa Cristina d'Àustria, nascuda el 1601 a Graz i morta el mateix any.
- SAIR l'arxiduc Carles d'Àustria, nat a Graz el 1603 i mort el mateix any.
- SAIR l'arxiduc Joan Carles d'Àustria, nat a Graz el 1605 i mort el 1619.
- SM l'emperador Ferran III, emperador romanogermànic, nat el 1605 a Graz i mort el 1657 a Viena. Es casà en primeres núpcies amb la infanta Marianna d'Espanya, en segones núpcies amb l'arxiduquessa Maria Leopoldina d'Àustria, i en terceres núpcies amb la princesa Elionor de Màntua.
- SAIR l'arxiduquessa Maria Anna d'Àustria, nada el 1610 a Graz i morta el 1665 a Múnic. Es casà amb l'elector Maximilià I de Baviera
- SAIR l'arxiduquessa Cecília d'Àustria, nada el 1611 a Viena i morta el 1644 a Vílnius. Es casà amb el rei Ladislau IV de Polònia.
- SAIR l'arxiduc Leopold Guillem d'Àustria, nat el 1614 a Graz i mort el 1662 a Viena. Gran Mestre de l'Orde Teutònic.

Es casà en segones núpcies amb la princesa Elionor de Màntua, filla del duc Vicenç I de Màntua i de la princesa Elionor de Toscana amb la que no va tenir fills.